# وقت محلی
به زمان آنی و همانی هر نقطه جغرافیایی که در جهان امروزه وقت محلی یا بعضاً زمان محلی نام برده می‌شود وقت محلی می‌گویند. به عنوان مثال گفته می‌شود ساعت ۱۴ به زمان محلی کشور فرانسه یا ساعت ۱۷ به وقت واشینگتن این گونه رایج تر است. زمان محلی با سایر بخش‌های مربوط به زمان مانند زمان گرینویچ ارتباطاتی دارد.